# Defileul Crișului Repede - Pădurea Craiului
Defileul Crișului Repede - Pădurea Craiului este o arie protejată (arie specială de conservare — SAC, sit de importanță comunitară — SCI) din România, desemnată în scopul protejării biodiversității și menținerii într-o stare de conservare favorabilă a florei spontane și faunei sălbatice, precum și a habitatelor naturale de interes comunitar aflate în arealul zonei de protecție. Aceasta se întinde în partea nord-estică a Transilvaniei, pe teritoriile județelor Bihor și Cluj.

## Localizare
Aria naturală se întinde în partea de nord-vest a Munților Apuseni (Munții Pădurea Craiului), în partea central-estică a județului Bihor, pe teritoriile administrative ale comunelor Aștileu, Bratca, Budureasa, Bulz, Căbești, Dobrești, Măgești, Pomezeu, Remetea, Roșia, Șuncuiuș, Țechea, Vadu Crișului și Vârciorog; și în cea vestică a județului Cluj, pe teritoriul comunei Poieni.

## Înființare
Zona a fost declarată sit de importanță comunitară prin Ordinul Ministerului Mediului și Dezvoltării Durabile Nr.1964 din 13 decembrie 2007 (privind instituirea regimului de arie naturală protejată a siturilor de importanță comunitară, ca parte integrantă a rețelei ecologice europene Natura 2000 în România) și se întinde pe o suprafață de 40.270,2 hectare. Situl a fost protejat și ca arie specială de conservare în mai 2022
Defileul Crișului Repede - Pădurea Craiului reprezintă o arie naturală ce cuprinde nord-vestul Pădurii Craiului (grupare muntoasă ce aparține lanțului carpatic al Occidentalilor) și bazinul mijlociu al Crișului Repede; desemnată în scopul protejării biodiversității și menținerii într-o stare de conservare favorabilă a florei și faunei sălbatice, precum și a unor habitatelor de interes comunitar. Acesta include rezervațiile naturale Defileul Crișului Repede, Peștera Meziad, Peștera Osoi și Peștera Toplița.

## Biodiversitate
Defileul Crișului Repede - Pădurea Craiului prezintă o arie naturală cu o diversitate floristică și faunistică ridicată, exprimată atât la nivel de specii cât și la nivel de ecosisteme terestre.
În arealul sitului au fost identificate 16 de tipuri de habitate de interes comunitar; astfel: Păduri de fag de tip Luzulo-Fagetum; Păduri de fag de tip Asperulo-Fagetum; Păduri medio-europene de fag din Cephalanthero-Fagion; Păduri de stejar cu carpen de tip Galio-Carpinetum; Păduri din Tilio-Acerion pe versanți abrupți, grohotișuri și ravene; Comunități de lizieră cu ierburi înalte hidrofile de la câmpie până în etajele montan și alpin; Fânețe montane; Vegetație forestieră panonică cu Quercus pubescens; Păduri balcano-panonice de cer și gorun; Păduri dacice de fag (Symphyto-Fagion); Păduri acidofile de Picea abies din regiunea montană (Vaccinio-Piceetea); Mlaștini turboase de tranziție și turbării oscilante (nefixate de substrat); Mlaștini alcaline; Versanți stâncoși cu vegetație chasmofitică pe roci silicioase; Peșteri în care accesul publicului este interzis și Tufărișuri subcontinentale peri-panonice.

### Floră
Flora ariei protejate este una diversificată, alcătuită din specii de plante (arbori, arbusti, ierburi, flori) distribuite în concordanță cu structura geologică, caracteristicile solului sau altitudinii unde aceasta vegetează.
Arbori și arbusti cu specii de: molid (Picea Abies), pin de pădure (Pinus sylvestris), fag (Fagus sylvatica), gorun (Quercus petraea), stejar (Quercus robur), carpen (Carpinus betulus), paltin de munte (Acer pseudoplatanus), arțar (Acer platanoides), tei (Tilia cordata), frasin (Fraxinus excelsior), mesteacăn (Betula pendula), ulm (Ulmus glabra), arțar (Acer platanoides), salcie albă (Salix eleagnos), răchită (Salix retusa), arin negru (Alnus glutinosa), scoruș (Sorbus aria), păducel (Crataegus monogyna), alun (Corylus avellana), merișor (Vaccinium vitis-idaea), (Vaccinum myrtillus L.), soc negru (Sambucus nigra), ghimpe (Ruscus aculeatus), liliac carpatin (Syringa josikaea), mur (Rubus fruticosus), măceș (Rosa canina) și zmeur (Rubus idaeus). 

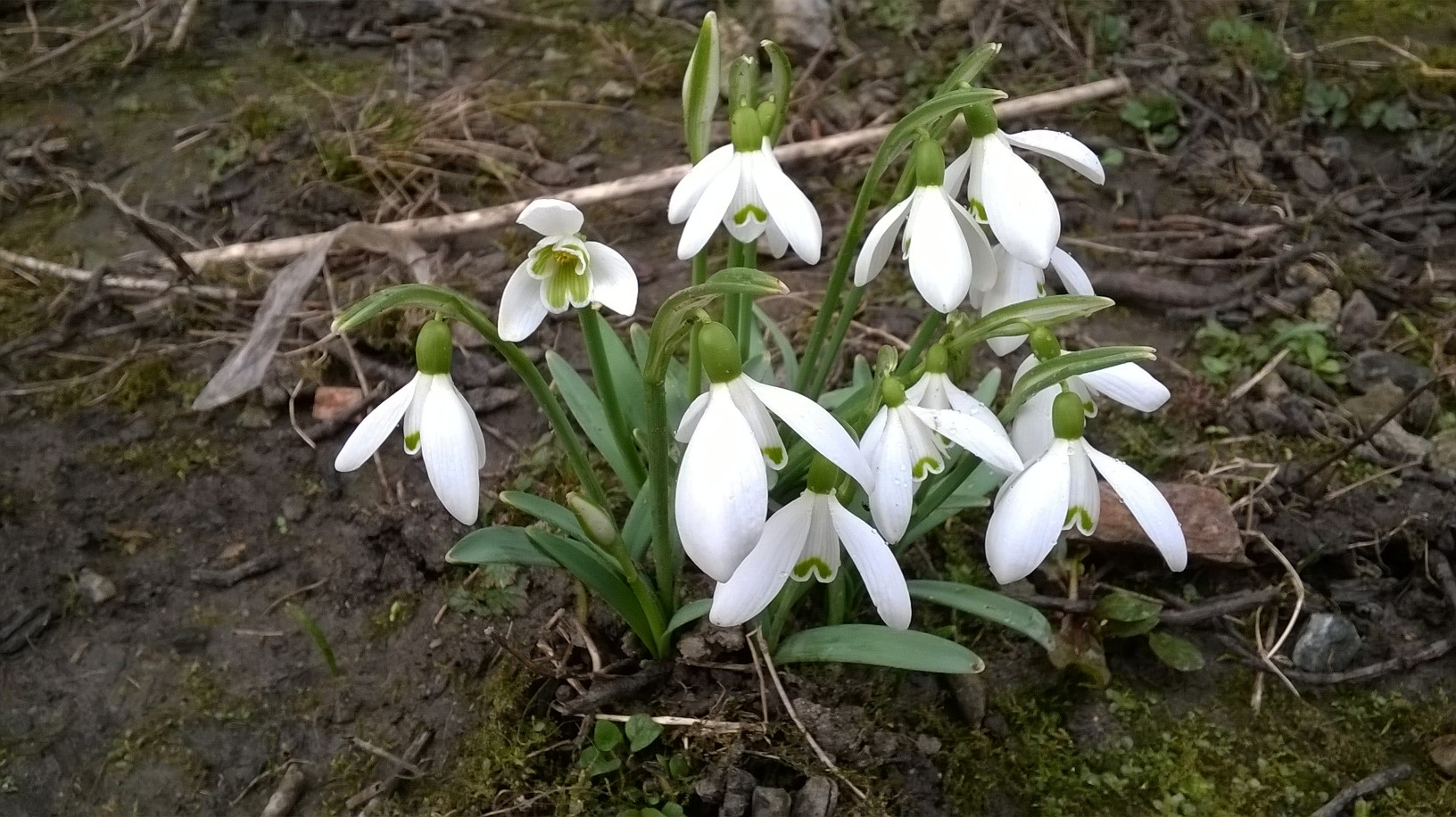
Ghiocei (Galanthus nivalis)

La nivelul ierburilor sunt întâlnite mai multe rarități floristice  protejate prin Directiva Consiliului European 92/43/CE din 21 mai 1992 (privind conservarea habitatelor naturale și a speciilor de faună și floră sălbatică) sau   endemice pentru această zonă a Munților Apuseni; astfel: stânjenelul sălbatic (Iris aphylla ssp. hungarica), sisinei (Pulsatilla patens), hajmă păsărească (Allium flavum), coada-vulpii (Alopecurus pratensis), floarea paștilor (Anemone ranunculoides), păștiță (Anemone nemorosa), floare-de-perină (Anthemis tinctoria), pelin alb de munte (Artemisia campestris), căpșuniță (Cephalanthera damasonium), căpșuniță roșie (Cephalanthera rubra), buruiana de junghiuri (Cephalanthera longifolia), cornuț de munte (Cerastium arvense), o specie (Conringia austriaca) din familia Brassicaceae, golomăț (Dactylis glomerata), frăsinel (Dictamnus albus), mlăștiniță (Epipactis helleborine), orhidee (din speciile Epipactis microphylla șiSpiranthes spiralis), crețușcă (Filipendula ulmaria), lalea pestriță (Fritillaria orientalis), ghiocel (Galanthus nivalis), spânz comun (Helleborus purpurascens), ochincea (Gentiana cruciata), gențiană (Gentianella ciliata), talpa-gâștii (Geranium lucidum), nopticoasă (Hesperis matronalis ssp. candida), vulturică (Hieracium caespitosum), lăptucă (Lactuca viminea), garbiță (Limodorum abortivum), drețe (Lysimachia nemorum), mierluță (Minuartia verna), sugătoare (Monotropa hypopitys), trânji (Neottia nidus-avis), poroinic (Orchis mascula ssp. signifera), untul vacii (Orchis morio), stupiniță (Platanthera bifolia), gălbenușe (Potentilla chrysantha), ciuboțica cucului de munte (Primula elatior), didițel (Pulsatilla montana), salată de pădure (Smyrnium perfoliatum), buzdugan-de-apă (Sparganium erectum), cimbrișor sălbatic (cu specii de Thymus comosus și Thymus glabrescens), Waldsteinia geoides (o specie din familia Rosaceae), obsigă transilvană (Bromus erectus ssp. transsilvanicus), lucernă (Medicago prostrata), rogoz (Carex brevicollis).

### Faună
Fauna sitului este una bogată și variată în specii (mamifere, păsări, reptile, amfibieni, pești, insecte), dintre care unele protejate prin aceeași Directivă a Consiliului European (anexa I-a) 92/43/CE (privind conservarea habitatelor naturale și a speciilor de faună și floră sălbatică) sau aflate pe lista roșie a IUCN.
Mamifere cu specii de: urs brun (Ursus arctos), cerb (Cervus elaphus), căprioară (Capreolus capreolus), mistreț (Sus scrofa), lup cenușiu (Canis lupus), râs eurasiatic (Lynx lynx), pisică sălbatică (Felis silvestris), vidră de râu (Lutra lutra), liliacul comun (Myotis myotis), liliacul lui Brandt (Myotis brandtii), liliacul mare cu potcoavă (Rhinolophus ferrumequinum), liliacul mic cu potcoavă (Rhinolophus hipposideros), liliacul de ziduri (Vespertilio murinus), liliacul cu urechi mari (Myotis bechsteinii), liliacul cu urechi late (Barbastella barbastellus), liliacul cu urechi de șoarece (Myotis blythii), liliacul cu aripi lungi (Miniopterus schreibersi), liliacul de iaz (Myotis dasycneme) și liliacul mediteranean (Rhinolophus euryale).
Păsări: șoim călător (Falco peregrinus), uliu păsărar (Accipiter nisus), ciuf de pădure (Asio otus), lăstun mare (Apus melba), fâsă de pădure (Anthus trivialis), bufniță (Bubo bubo), huhurez mare (Strix uralensis), șorecar comun (Buteo buteo), șorecar încălțat (Buteo lagopus), șerpar (Circaetus gallicus), porumbel gulerat (Columba palumbus), porumbel de scorbură (Columba oenas), cuc (Cuculus canorus), botgros (Coccothraustes coccothraustes), ciocănitoare neagră (Dryocopus martius), ciocănitoare de stejar (Dendrocopos medius), ciocănitoare cu spate alb (Dendrocopos leucotos), ciocănitoare de munte (Picoides tridactylus), ciocănitoarea verzuie (Picus canus), lăstun de casă (Delichon urbica), muscar-gulerat (Ficedula albicollis), muscar mic (Ficedula parva), șoimul rândunelelor (Falco subbuteo), ciuvică (Glaucidium passerinum), sfrâncioc roșiatic (Lanius collurio), ciocârlie-de-pădure (Lullula arborea), forfecuță gălbuie (Loxia curvirostra), codobatura albă (Motacilla alba), codobatură-de-munte (Motacilla cinerea), viespar (Pernis apivorus), pitulice sfârâitoare (Phylloscopus sibilatrix), pitulice de munte (Phylloscopus collybita), mugurar (Pyrrhula pyrrhula), aușel nordic (Regulus regulus), aușel sprâncenat (Regulus ignicapillus), mărăcinar (Saxicola rubetra), mărăcinar negru (Saxicola torquata), silvie-mică (Sylvia curruca), silvie cu cap negru (Sylvia atricapilla), graur (Sturnus vulgaris), cănăraș (Serinus serinus), mierlă (Turdus merula), mierlă gulerată (Turdus torquatus), sturz (Turdus pilaris), sturzul cântător (Turdus philomelos), sturz de vâsc (Turdus viscivorus).
Reptile și amfibieni:  șopârla de câmp (Lacerta agilis agilis), gușter (Lacerta viridis viridis), șarpele orb (Anguis fragilis), salamandra de foc (Salamandra salamandra), tritonul comun transilvănean (Triturus vulgaris ampelensis), tritonul cu creastă (Triturus cristatus), broască râioasă brună (Bufo bufo), broască râioasă verde (Bufo viridis), ivorașul-cu-burta-galbenă (Bombina variegata);
Pești: zglăvoacă (Cottus gobio), porcușor de vad (Gobio uranoscopus), mreană vânătă (Barbus meridionalis), dunăriță (Sabanejewia aurata), chișcar (Eudontomyzon danfordi). 
Insecte: cosașul-de-munte-cu-picioare-roșii (Odontopodisma rubripes), fluturele purpuriu (Lycaena dispar).

## Căi de acces
- Drumul național DN1 pe ruta:  Cluj-Napoca - Huedin - Aleșd - drumul județean DJ764 în direcția Aștileu[19]

## Monumente și atracții turistice
În vecinătatea sitului se află mai multe obiective de interes turistic (lăcașuri de cult, monumente istorice, arii protejate, zone naturale, situri arheologice), astfel:

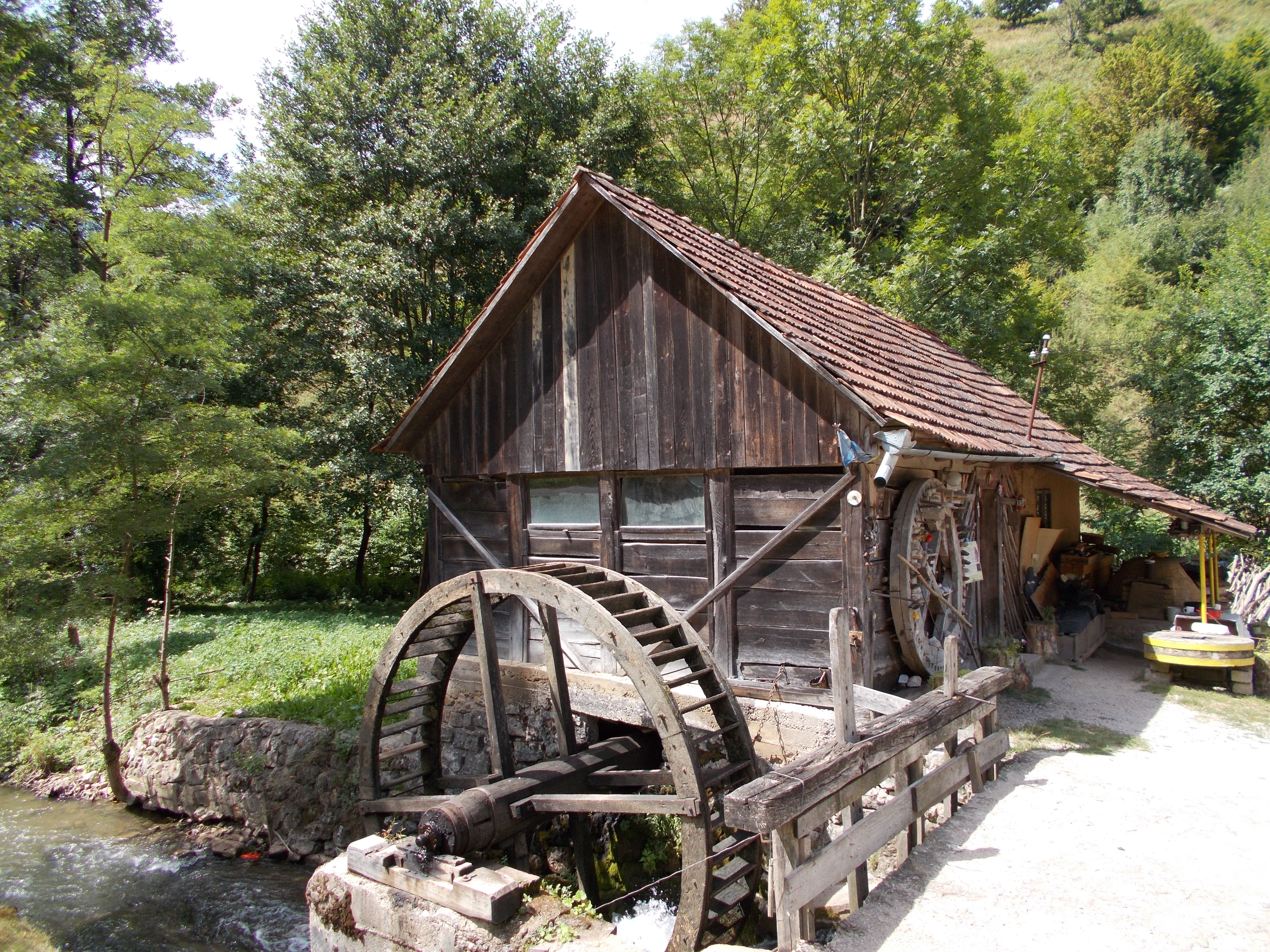
Moară de apă în satul Roșia

- Biserica de zid „Sfinții Arhangheli Mihail și Gavriil” din satul Vadu Crișului, construcție 1790, monument istoric.
- Biserica de lemn „Sfinții Arhangheli Mihail și Gavriil” din satul Beznea, construcție 1723, monument istoric.
- Biserica de lemn „Sfinții Arhangheli Mihail și Gavriil” din satul Valea Crișului, construcție secolul al XVIII-lea, monument istoric.
- Biserica de lemn „Sfântul Gheorghe” din satul Saca, construcție 1724, monument istoric.
- Biserica de lemn din Ceișoara, construcție 1734, monument istoric.
- Biserica greco-catolică din satul Aștileu, construcție 1800.
- Conacul din Aștileu, construcție secolul al XVIII-lea, monument istoric.
- Turnul de la „Portus Crisy” („Vama sării” sau „Casa zmăului”) din Vadu Crișului, construcție secolul al XIII-lea, monument istoric.
- Moara de apă de la Roșia.
- Rezervațiile naturale Peștera Vântului, Peștera Unguru Mare, Peștera Bătrânului, Lentila 204 Brusturi - Cornet, Peștera Igrița, Calcarele cu hippuriți din Valea Crișului, Valea Iadei cu Syringa josichaea, Peștera cu Apă din Valea Leșului.